# Ichnanthus tectus
Ichnanthus tectus är en gräsart som beskrevs av Jason Richard Swallen. Ichnanthus tectus ingår i släktet Ichnanthus och familjen gräs. Inga underarter finns listade i Catalogue of Life.